# Sløtface
Sløtface (früher auch Slutface) ist eine norwegische Pop-Punk-Band aus Stavanger.

## Geschichte
Die Band wurde 2012 gegründet, nachdem die Sängerin Haley Shea und der Gitarrist Tor-Arne Vikingstad begannen, zusammen Songs zu schreiben. Um diese in die Tat umzusetzen, schlossen sich den beiden der Schlagzeuger Halvard Skeie Wiencke und der Bassist Lasse Lokøy an.
Ihre erste EP mit dem Namen Slutface veröffentlichte die Band 2013. Im folgenden Jahr folgte die zweite EP mit dem Titel We're Just OK. Im Sommer 2015 unterschrieb sie einen Vertrag bei dem norwegischen Musiklabel Propeller Recordings. Im Oktober 2015 veröffentlichte Sløtface die Songs Shave My Head und Get My Own, gefolgt von Kill Em With Kindness im Januar 2016. Diese drei Songs bildeten zusammen mit dem Song Sponge State die gleichnamige, dritte EP der Band, die im Mai 2016 veröffentlicht wurde. Im November 2016 veröffentlichte Sløtface mit Empire Records ihre vierte EP.
Am 15. September 2017 erschien ihr Debütalbum Try Not to Freak Out. Im Frühjahr 2018 gewann Sløtface mit ihrem Debütalbum den norwegischen Musikpreis Spellemannprisen in der Kategorie Rock.
Im Sommer 2018 entschied der Schlagzeuger Halvard Skeie Wiencke, die Band zu verlassen. Er wurde später durch Nils Jørgen Nilsen ersetzt.
Am 31. Januar 2020 veröffentlichte die Band ihr zweites Album, das den Titel Sorry for the late Reply trägt.

## Diskografie

### EPs
- 2013: Slutface
- 2014: We're Just OK
- 2016: Sponge State
- 2016: Empire Records

### Alben
- 2017: Try Not to Freak Out
- 2020: Sorry for the late Reply

## Trivia
Die Band wurde in einer Episode der Netflix-Serie Sex Education erwähnt.